# Verhaltensisolation
Als Verhaltensisolation (engl.: behavioural isolation, seltener auch: ethological isolation) oder ethologische Isolation wird in der Evolutionsforschung das Ausbleiben der sexuellen Anziehung zwischen Männchen und Weibchen benachbarter Populationen bezeichnet, sofern dies auf das Verhalten der Tiere zurückgeführt werden kann. Eine Begattung wird also durch unterschiedliches, nicht aufeinander abgestimmtes Verhalten verhindert.
Die Verhaltensisolation ist ein bedeutender Isolationsmechanismus (eine Fortpflanzungsbarriere), die als Folge evolutionär veränderter Paarungssignale langfristig zum Entstehen neuer Arten führen kann (sympatrische Artbildung). Theodosius Dobzhansky bezeichnete die Verhaltensisolation sogar als den bedeutendsten Isolationsmechanismus.
Ursache für das Ausbleiben der Begattung können angeborene Veränderungen von akustischen, visuellen, chemischen, taktilen und morphologischen Eigenschaften sein, die im Verlauf der Balz eine Rolle spielen.

## Belege
1. ↑   Theodosius Dobzhansky in Kapitel 5, S. 173 von: Theodosius Dobzhansky, Francisco J. Ayala, G. Ledyard Stebbins & James W. Valentine: Evolution. W. H. Freeman, San Francisco 1977.